# Petterweil
Petterweil ist ein Stadtteil von Karben im südhessischen Wetteraukreis.

## Geographie

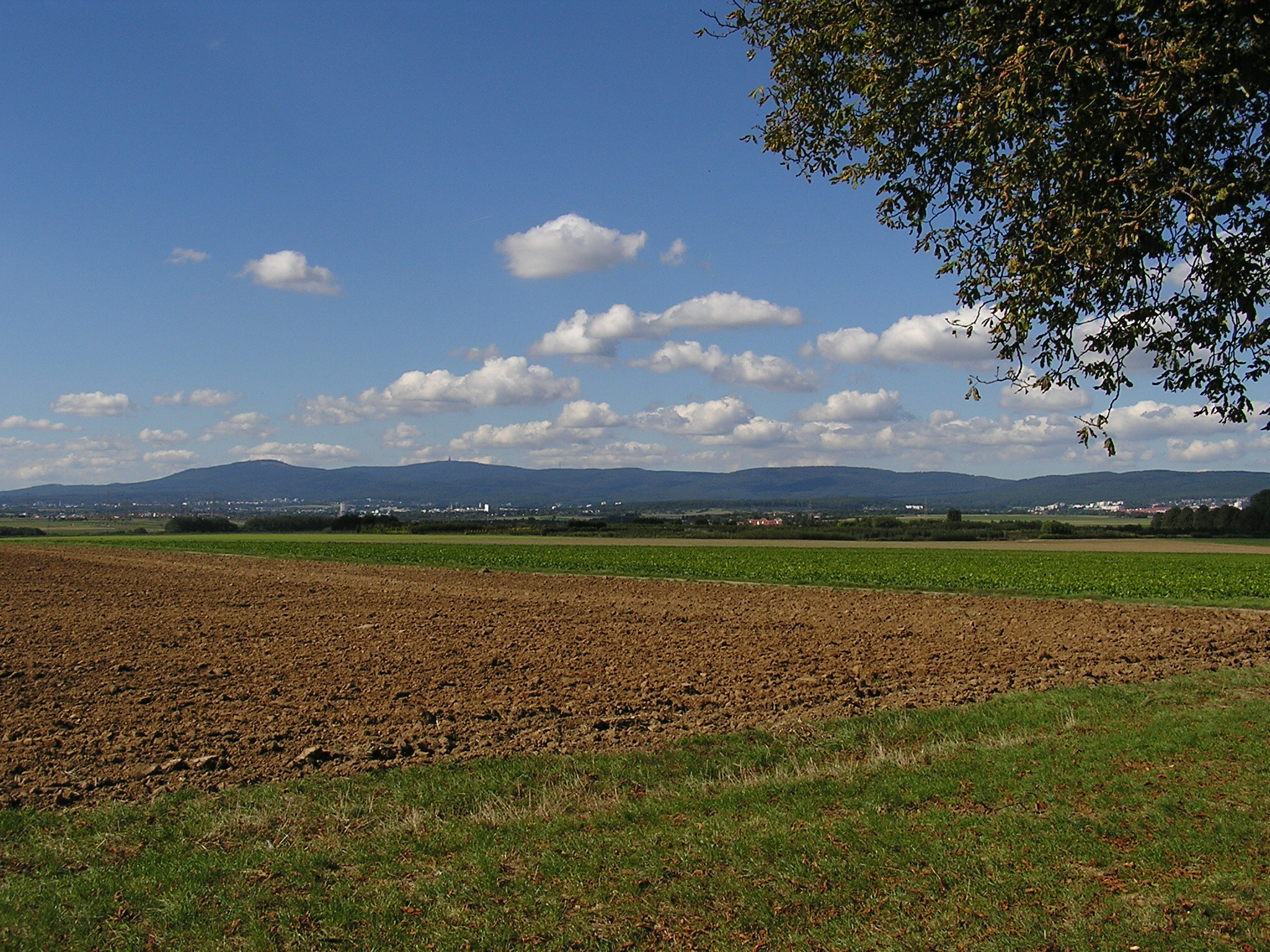
Nordwestlich des Dorfes mit Blick auf den Taunus

Petterweil liegt in der Kulturlandschaft der Wetterau auf rund 150 Metern über Normalnull, nahe dem Riedmühlbach.
Benachbarte Orte sind
- Rodheim vor der Höhe (3,6 Kilometer nordwestlich),
- Okarben (2,7 Kilometer östlich),
- Burgholzhausen vor der Höhe (3,6 Kilometer westlich),
- Ober-Erlenbach (4,1 Kilometer südwestlich),
- Kloppenheim (3,6 Kilometer südöstlich).

Die Landesstraße 3352 verbindet den Ort mit Burgholzhausen vor der Höhe, Rodheim und Ober-Erlenbach.
Die Bundesstraße 3 liegt östlich von Petterweil.

## Geschichte

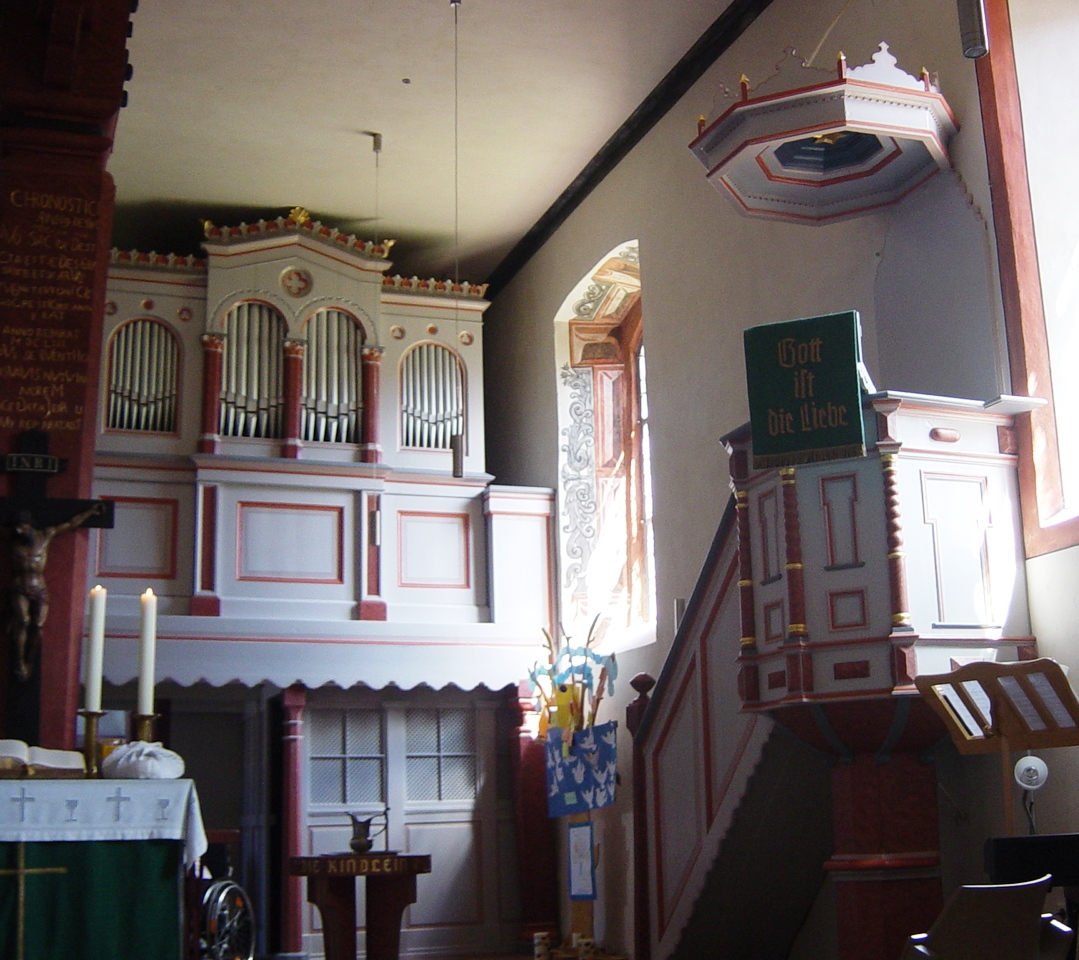
Evangelische Kirche

Die traditionelle Geschichtsschreibung Petterweils geht von einer erstmaligen urkundlichen Erwähnung des Ortes im Jahr 801 aus: Der Lorscher Codex führt für den 20. Oktober 801 eine Schenkung eines gewissen Berenger an das Kloster Lorsch in Phetterenheim auf. Tatsächlich beansprucht jedoch auch Heddernheim, heute ein Stadtteil von Frankfurt am Main, diese Quelle für sich. Petterweil erscheint im Übrigen wiederholt als „Phetruwila“ oder ähnlich im sogenannten Codex Eberhardi, der ebenso wie der Lorscher Codex aus der zweiten Hälfte des 12. Jahrhunderts stammt, jedoch bis in die Zeit der Karolinger zurückgreift.
In welcher Form das Dorf entstand, ist unklar; wahrscheinlich handelte es sich in karolingischer Zeit zunächst nur um vereinzelte Hofgruppen. Im Jahre 1253 wurde ein Ober-Petterweil erwähnt, das im Dreißigjährigen Krieg verwüstet und nicht wieder aufgebaut wurde. Das eigentliche Dorf erhielt seinen bis zum Ende des 19. Jahrhunderts erhaltenen Grundriss wohl erst um 1400.
Petterweil gehörte zur Landgrafschaft Hessen, seit 1806 „Großherzogtum Hessen“. Von 1821 bis 1853 gehörte es dort zum Bezirk des Landgerichts Großkarben, der 1853 aufgelöst wurde, dann bis 1879 zu dem des Landgerichts Vilbel, ab 1879 zu dem des Amtsgerichts Vilbel.
Petterweil galt im 19. Jahrhundert als Hochburg der Freiheitsbewegung. Ab 1812 wirkte hier der lutherische Pfarrer und Freiheitskämpfer des Vormärz Heinrich Christian Flick. Er organisierte 1848 eine öffentliche Versammlung mit dem Abgeordneten Robert Blum. Blum, ein linker Politiker, hielt hier 1848 seine letzte Rede vor seiner Hinrichtung in Wien. Hiervon zeugt das Robert-Blum-Denkmal am Ortsrand.
Im Ersten Weltkrieg fielen 14 Petterweiler Bürger. In der Zeit des Nationalsozialismus erreichte die NSDAP bei den Reichstagswahlen 1932 55,1 % der Stimmen. Bei der Stichwahl zum Reichspräsidenten 1932, bei der Hindenburg siegte, erreichte Adolf Hitler in Petterweil 57,7 % der Stimmen. 1933 wurde die Hitlerjugend in Petterweil gegründet. 1942 mussten 91 Zwangsarbeiter in Petterweil arbeiten. Nach dem Krieg nahm das Dorf 350 deutschstämmige Flüchtlinge und Vertriebene aus Osteuropa auf.
Im Zuge der Gebietsreform in Hessen wurden zum 1. August 1972 kraft Landesgesetz die Gemeinde Petterweil mit der Stadt Karben zusammengeschlossen und verlor damit ihre Selbstständigkeit. Bürgermeister von Karben wurde der damalige Bürgermeister von Petterweil, Albert Schäfer. Nach ihm wurde das neu gebaute Bürgerhaus (Albert-Schäfer-Haus) benannt. Das alte Rathaus wurde 1994 zum Feuerwehrhaus umgebaut.

## Kultur und Sehenswürdigkeiten

### Vereine
Es existieren in Petterweil zahlreiche Vereine. Bereits 1860 wurde der Turnverein 1860 Petterweil gegründet, der auch eine Handballabteilung hat. Nur wenig jünger ist der Männergesangverein Eintracht 1876 Petterweil. Seit 1952 gibt es die Freiwillige Feuerwehr, die über eine Jugendfeuerwehrabteilung verfügt. Überregional bekannt sind auch die Pfadfinder Petterweil mit ihrem Pfadfinderzentrum Lilienwald. Weitere aktive Vereine sind ein Fußballverein und ein Posaunenchor. Relativ jung sind die Petterweiler Gipfelstürmer, die sich dem Männerballett widmen. Des Weiteren gibt es die evangelische Kirchengemeinde Petterweil und die katholische Kirchengemeinde St. Bardo.

### Bauwerke

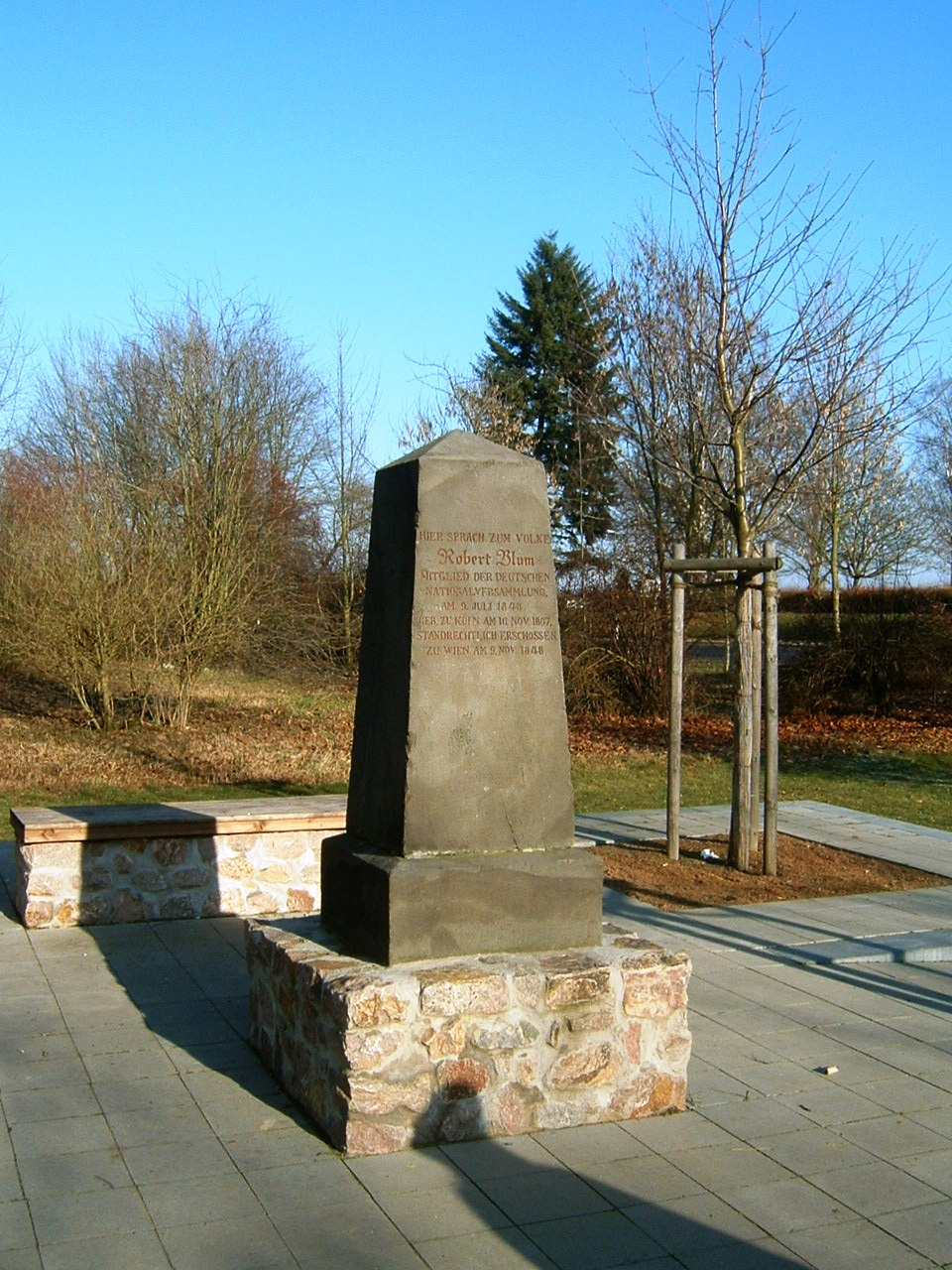
Gedenkstein für Robert-Blum

Petterweil weist einige Gebäude und Einrichtungen auf, die als Sehenswürdigkeiten gelten. Dazu zählen:
- Ev. Pfarrhaus
- Ev. Pfarrkirche
- Ehem. Solmsscher Hof
- Robert-Blum-Denkmal
- Schloss Petterweil
- Ehem. Gemeindehaus

### Mundart
Die ursprüngliche Ortsmundart gehört dem Mittelhessischen an.
Die Wenkersätze 2 bis 7 lauten:
2. Es hört gleich auf zu schneien, dann wird das Wetter wieder besser.

's hört gleich uf se schneie, dann wird d’s Werrer wirrer besser.
3. Thu Kohlen in den Ofen, daß die Milch bald an zu kochen fängt.

Dou Kuohrle irn de Owe, daß die Melch bahl on se koache fängt.
4. Der gute alte Mann ist mit dem Pferde durch’s Eis gebrochen und in das kalte Wasser gefallen.

D’r goure ahle Mann irs mirt dem Gaul durch’s Eis gebroache urn irn d’s kahle Wasser gefalle.
5. Er ist vor vier oder sechs Wochen gestorben.

Er irs vir vaijer oawer sechs Woche gestoarbe.
6. Das Feuer war zu heiß, die Kuchen sind ja unten ganz schwarz gebrannt.

Des Foier woar se haaß, die Kouche sein jo ourne ganz schwoarz gebrennt.
7. Er ißt die Eier immer ohne Salz und Pfeffer.

Er eßt die Ajer immer oahne Saalz orn Pärffer.

## Persönlichkeiten
- Georg Holzmann (1791–1893), Bürgermeister von Petterweil 1825 bis 1852